# Kasteel van Chevry-en-Sereine
Het Kasteel van Chevry (Frans: Château de Chevry) is een kasteel in de Franse gemeente Chevry-en-Sereine.